# Ourapteryx diluculum
Ourapteryx diluculum är en fjärilsart som beskrevs av Louis Beethoven Prout. Ourapteryx diluculum ingår i släktet Ourapteryx och familjen mätare. Inga underarter finns listade i Catalogue of Life.